# Altmärkische Wische
Altmärkische Wische è un comune tedesco di 847 abitanti nella Sassonia-Anhalt.

Appartiene al circondario di Stendal.
È la città natale del generale Friedrich Wilhelm von Bülow.

## Storia
Il comune venne formato il 1º gennaio 2010 dalla fusione dei comuni di Falkenberg, Lichterfelde, Neukirchen (Altmark) e Wendemark. Il nome del nuovo comune si riferisce alla pianura della Wische, nella regione dell'Altmark.